# Melilli
Melilli er en italiensk by (og kommune) i regionen Sicilien i Italien, med omkring 13.171(2023) indbyggere.  